# Terdeghem
 Terdeghem  (en neerlandés Terdegem) es una población y comuna francesa, en la región de Norte-Paso de Calais, departamento de Norte, en el distrito de Dunkerque y cantón de Steenvoorde.

## Demografía
| 399 | 402 | 393 | 455 | 503 | 540 |
| Para los censos de 1962 a 1999 la población legal corresponde a la población sin duplicidades (Fuente: INSEE [Consultar]) |     |     |     |     |     |